# Mimectatina divaricata yayeyamana
Mimectatina divaricata yayeyamana es una subespecie de escarabajo longicornio del género Mimectatina, tribu Desmiphorini, subfamilia Lamiinae. Fue descrita científicamente por Toyoshima en 1982.
La especie se mantiene activa durante los meses de marzo y abril.

## Descripción
Mide 5,7-7,5 milímetros de longitud.

## Distribución
Se distribuye por Japón.